# Правовая система Франции
Французское право (фр. droit français) как понятие возникло в XV веке. Правовая система современной Франции относится к группе романо-германского права. В основных чертах она сформировалась в период Великой французской революции 1789—1794 гг. и в первые последовавшие за нею десятилетия, особенно в годы правления Наполеона (1799—1814 гг.).
Благодаря особенностям исторического развития, в котором нашли себе выражение в совместной гармонической деятельности различные факторы правообразования, а в эпоху великой революции с особой ясностью определились основные устои социально-экономического быта Европы XIX века, французское право отлилось в цельную и законченную систему норм, не превзойдённую и до сих пор ни в общем материальном содержании, ни в техническом совершенстве ни одним из законодательств континентальной Европы. Несмотря на то, что в его создании участвовали очень разнообразные влияния и разного рода исторические случайности, оно является, по существу и по происхождению, национальным, что не помешало ему оказать огромное влияние на юридическое развитие других стран Европы. Будучи в своем современном состоянии принципиальным и последовательным выражением нового порядка жизни XIX столетия, оно является, вместе с тем, продуктом долгого исторического развития и последовательной творческой деятельности судов и теоретической юриспруденции.

## История французского права
История французского права, как и история Франции, восходит к галльско-кельтским основам, но определить состав и влияние последних на дальнейшее юридическое развитие Франции нет возможности, за отсутствием данных. С гораздо большей отчетливостью установляются раннегерманские основы французского права, в древнейших памятниках германского права, правдах салических и рипуарских франков. К этим источникам непосредственно примыкает первоначальная законодательная деятельность французских королей дома Каролингов, выражавшаяся в капитуляриях. Больше, чем в Германии, заметны во Франции, в раннюю эпоху её развития, следы влияния римского права, проявляющиеся как в ряде юридических формул и грамот Каролингского периода, так и в некоторых литературных памятниках. Юг Франции и после разложения раннефранцузской монархии Карла Великого продолжал во многих отношениях жить по «писанному», то есть римскому праву, в особенности в области обязательственного права, более развитого здесь благодаря оживлённой торговой деятельности в городах Южной Франции.
Остальная Франция, подобно Германии, в эту эпоху почти целиком захватывается феодальными порядками и долгим процессом создания нового обычного права, в котором остатки старых культурных влияний часто составляют лишь форму, но не содержание норм. Дальнейшее юридическое развитие приурочивается именно к этому источнику, послужившему исходным пунктом и законодательной, творческой судебной и научной деятельности юриспруденции. Произвольный состав феодальных норм обычного права постепенно воспринимает в себя, благодаря этой деятельности, правомерные начала. Самые нормы становятся по содержанию все более и более схожими и общими, благодаря сравнительному уравнению основ феодального быта более позднего времени, и затем последовательно объединяются и в формальном выражении, которое дает официальная редакция кутюмов. С XVI века и законодательная власть, и юриспруденция ставят себе определенную задачу создать полное единство французского права как по составу норм, так и в особенности по их источнику, которым является исключительно единая государственная власть, освобождающаяся от феодальных и церковных оков. Обычное право приводится постепенно в единый и цельный вид деятельностью французских юристов, а королевские ордонансы восполняют пробелы этой работы или создают вместо отживших постановлений цельные и технически завершенные институты права. Кодификация всего права страны становится главной целью этой деятельности.
К концу XVIII века французское право оказывается вполне подготовленным для выполнения этой задачи, и творцам французского гражданского кодекса остается лишь подвести итоги предшествовавшей работы, чтобы создать этот замечательнейший образчик законодательного искусства нового времени. Чистота и ясность положенных в его основу принципов содействовали тому, что, несмотря на быстрое развитие различных сторон гражданско-правовой жизни XIX века, Кодекс подвергся лишь частичным изменениям, которые он воспринимал с замечательной эластичностью, без вреда для целости и логической стройности своих постановлений. Параллельно с гражданским кодексом шло развитие торгового права, составившего во Франции особую систему норм.

## Содержание французского права
В своём содержании гражданское право Франции переживало, в связи с изменением состава своих источников и форм социально-экономического и культурного быта, различные стадии. Древнейшее право варварских правд, особенно салической, захватывало ещё очень раннюю эпоху развития, когда самоуправство и формализм проникли в юстицию, гражданское правонарушение не отличалось от уголовного, месть и денежные штрафы служили средствами восстановления правды, гражданско-правовые отношения были крайне неразвиты и регулировались законом лишь в очень незначительных случаях. В капитуляриях замечалось стремление поставить рядом с народным судом суд административный, облегчить древний формализм, смягчить самоуправство, взять под покровительство закона, короля и церкви некоторые интересы слабых (опека, наследование); но и этот источник права, как и ранние ордонансы, захватывал гражданское право в очень незначительном объеме. Юридическая сделка, произвол сильного и некоторые обычно-правовые устои — в это время главнейшие творцы правоотношений. Эпоха нового обычного права дала уже гораздо более полную картину гражданско-правового развития страны. Право ранних кутюмов — целиком право феодального порядка отношений, с его неравенством состояний (целая градация высших и низших в области гражданской правоспособности), дроблением форм обладания, носивших более или менее зависимый характер, неразвитый гражданский оборот, строгую отцовскую и супружескую власть, опеку в интересах опекунов, а не опекаемых и т. п.
В дальнейшем развитии, при сохранении, вплоть до революции, основ «старого порядка» и в области гражданского права, феодальное право подвергалось значительному смягчению. На первом плане стоял постепенный рост личной свободы в городах и образование начал общей гражданской правоспособности горожан, а затем, по мере прогресса освобождения крестьян — и этих последних. Рядом с развитием свободы личности шёл рост свободной собственности в городах и затем в области сельского землевладения не только дворянского, освобождавшегося от обязательной службы, но и свободного крестьянского. Усиление торгового, а затем и гражданского оборота содействовало образованию развитого обязательственного права, опиравшегося на римские основы, и особых постановлений торгового права. В детальных нормах, развивавшихся юристами для регулирования отношений вещного и обязательственного права, явно была видна тенденция покровительства принципам свободы собственности, личности и оборота. В семейном праве этому движению соответствовало развитие эмансипации совершеннолетних детей, а в наследственном — склонность к ровному разделу наследства и постепенное укрепление свободы завещаний и дарений, хотя в этом последнем отношении французское право и до сих пор осталось более консервативным. До конца старого порядка удерживались феодальные основы общего строя вещных отношений, с дроблением собственности на верховную и зависимую, и сохранялись институты наследственных рент и аренд, хотя предпринят был ряд мер к ограничению их, фидеикомиссов и т. п. В области семейного права замечалось господство церкви и церковного права в делах брачных и семейных и стоявшее в связи с этим ограничение личных прав некатоликов, евреев и иностранцев. Революционному законодательству пришлось отсечь эти основы старого порядка энергичными мерами. Рядом законов 1789—1793 гг. произвелось уничтожение всех остатков феодальных вещных прав, провозглашено господство чистой собственности, в области брачного и семейного права было устранено всякое влияние церкви, провозглашено равноправие иностранцев, евреев и всех вероисповеданий. С отпадением этих ограничений получили полное признание все те нормы обычного и римского права, которые были выработаны или закреплены французской юриспруденцией для частных отношений с целью покровительства новому порядку отношений, основанных на свободе личности, собственности и договора.

## Современное французское право
Современное французское право, изложенное в гражданском кодексе и позднейших узаконениях, характеризуется прежде всего последовательным и принципиальным развитием указанных выше отношений. Принцип равенства всех французов перед законом проводится кодексом во всей последовательности. Вся полнота гражданских прав принадлежит каждому французскому гражданину, без различия вероисповедания, состояния, сословия и национальности. Обязательный гражданский брак дает возможность брачного общения лиц разных вероисповеданий. Свобода расторжения брака гарантирует личность в браке от принудительной брачной зависимости. Полная  секуляризация актов гражданского состояния устраняет всякую зависимость от Церквей и сект в области регистрации основных моментов в жизни лица. Некоторые налагаемые на иностранцев ограничения в пользовании гражданскими правами, созданные Кодексом, в настоящее время не имеют практического значения. Охрана личности малолетних установлена законами об ограничении родительской власти и достаточно совершенной опекунской организацией. Решительное и безвозвратное упразднение всякого рода феодальных форм обладания обеспечило последовательное проведение начала свободной собственности, которая считается единственной нормальной формой обладания, допуская рядом с собой лишь выработанную в интересах самой собственности систему сервитутов, но не каких-либо других вещных прав, так или иначе связывающих свободное распоряжение собственностью. Ни заповедные имения — фидеикомиссы, — ни наследственные аренды, ни чиншевые права и им подобные формы не могут быть установлены ни путём сделок прижизненных, ни на случай смерти (полный запрет на так называемую фидеикомиссарную субституцию). Аренды и узуфрукт могут быть только срочными или пожизненными. В видах устранения всяких привилегий проведено начало полного равенства всех детей, без различия пола. Полной мобилизации недвижимостей французский гражданский кодекс не провёл, ввиду недостаточно совершенной системы укрепления имуществ. Но последующими узаконениями, усовершенствовавшими вотчинную записку, распоряжение недвижимостями почти уравнено с распоряжением движимостями. Знаменитое постановление, уравнивающее владение движимостями с собственностью, совершенно обеспечило интересы гражданского и особенно торгового оборота за счет интересов обладания. Охрана интересов третьего сословия, в противовес старым дворянским привилегиям, определенно сказывается во всех этих постановлениях. Этому же фактору обязаны своим происхождением многие установления Французского Кодекса, не вполне согласные с принципом свободы личности. Более строгая, чем в Германии, родительская власть, с правом пользования имуществом детей, и супружеская, с легальной системой общности супружеских имуществ, имеют целью прежде всего охранить целостность семьи и семейного имущества, важную в интересах концентрации торгового капитала. Но и та, и другая поддерживаются также старыми традициями и политическими соображениями, в силу которых республиканская форма правления может быть твердой только в руках граждан, прошедших твердую семейную дисциплину. Строгость этих норм, однако, в значительной степени ослаблена позднейшими узаконениями об ограничениях родительской власти, правами жены по защите от злоупотреблений мужа (равно как и мужа от злоупотреблений жены) при пользовании и управлении общим имуществом, договорной детальной системой супружеских отношений и уравнением, новыми законами о расторжении брака и разлучении, прав мужа и жены. Обязательственное право, соответственно предшествовавшему юридическому развитию, построено на чисто римских основах и, как уже было указано в статье Торговое право, содержит в себе по преимуществу нормы чисто гражданского оборота, рассматривая отношения между контрагентами как чистые продукты индивидуальной воли участвующих лиц, и охраняя последних, независимо от интересов третьих лиц. Отсюда необходимость дополнения гражданского кодекса торговым. Другие особенности французского гражданского кодекса — недостаточное покровительство союзным организациям гражданского оборота — юридическим лицам, товариществам и др. корпорациям — вследствие недоверия Французской революции к союзным формам, некогда слишком стеснявшим свободу личности. Торговый кодекс и последующее законодательство о юридических лицах, компаниях и союзах в значительной степени восполнили этот пробел во французском праве.

## Важнейшие документы
Современная правовая система Франции начинает формироваться в годы Великой Французской революции и годы правления Наполеона. Важнейшими документами этой эпохи, предопределившими становление и дальнейшее развитие правовой системы Франции, являются:
- Декларация прав человека и гражданина 1789 г.;
- гражданский кодекс (1804);
- гражданский процессуальный кодекс (1806);
- торговый кодекс (1807);
- уголовно-процессуальный кодекс (1808);
- уголовный кодекс (1810).

Большинство из этих актов и поныне сохраняют юридическую силу. Декларация 1789 года является частью современной конституции Франции. 3 кодекса признаются действующими (ГК, ТК, УК), хоть и были значительно изменены.